# 穆鲁德
穆鲁德（Murud），是印度马哈拉施特拉邦赖加德县的一个城镇。总人口12551（2001年）。

## 人口
该地2001年总人口12551人，其中男性6060人，女性6491人；0—6岁人口1409人，其中男673人，女736人；识字率78.35%，其中男性为83.53%，女性为73.52%。